# Argelia Laya
Argelia Mercedes Laya López (Río Chico, Venezuela; 10 de julio de 1926-27 de noviembre de 1997) fue una docente, activista política, y filósofa venezolana.

## Biografía
Argelia Laya nació el 10 de julio de 1926 en una hacienda de cacao en la localidad venezolana de Río Chico, en el estado Miranda. Fue la penúltima hija de Rosario López, que figuró entre los militantes de la Agrupación Cultural Femenina, y del coronel Pedro María Laya, quien participó junto con voluntarios armados no pertenecientes al ejército contra el dictador Juan Vicente Gómez.
Docente, activista política y luchadora social, defendió el derecho de las mujeres a la educación, a la participación cultural y a la capacitación, hasta la formulación del Plan Nacional “Educando para La Igualdad “, donde estableció los principios y estrategias para una educación por la paz y la justicia, con fundamento en la erradicación de toda forma de discriminación por sexo, en el sistema y proceso educativo. Se batió por la defensa del derecho de las jóvenes embarazadas a no ser excluidas del sistema de educación, se constituyó en un precedente histórico y un hito que puso en la palestra pública el derecho universal y sin discriminación a la educación.
En el área de los derechos sexuales y reproductivos, defendió el derecho de las mujeres a un embarazo seguro, a fin de evitar más muertes por las interrupciones clandestinas de embarazos.
En los años 60 se sumó a la lucha armada del Partido Comunista de Venezuela (PCV), pasando a la clandestinidad al unirse al movimiento guerrillero de las FALN. En esta fase de su vida recorrió las montañas de Lara con el nombre de la “Comandanta Jacinta”. Más adelante se acogió al proceso de pacificación y se convirtió en la presidenta del Movimiento al Socialismo (MAS).
Desde muy joven estuvo involucrada en los temas políticos de Venezuela, siendo un ejemplo de la participación política de la mujer venezolana. Siempre se desempeñó en movimientos y organizaciones desde donde trabajó por los derechos humanos de las mujeres negras, indígenas y con discapacidad. “Lucharemos por nuestros derechos y los de nuestra patria, porque el problema de la igualdad de la mujer es el problema de la liberación de los pueblos” expresó alguna vez.
Se postuló como candidata por el MAS a la gobernación del estado Miranda en 1989.
En Higuerote, estado Miranda, el gobierno nacional fundó la Universidad Politécnica Territorial de Barlovento "Argelia Laya" (UPTBAL) como un homenaje a su trayectoria.

### Vida personal
Su hijo Pedro Laya gran cineasta, director de fotografías y cámara. 